# Seolwane
Seolwane è un villaggio del Botswana situato nel distretto Centrale, sottodistretto di Serowe Palapye. Il villaggio, secondo il censimento del 2011, conta 1.280 abitanti.

## Località
Nel territorio del villaggio sono presenti le seguenti 11 località:
- Letsibogo di 72 abitanti,
- Mabalane di 13 abitanti,
- Makgothwane di 8 abitanti,
- Maphaneng,
- Marogwane di 16 abitanti,
- Matshajwana di 7 abitanti,
- Mmabanyana di 21 abitanti,
- Mmadichijane di 5 abitanti,
- Mmamongadi di 48 abitanti,
- Mokuruenyane di 41 abitanti,
- Moleejane di 2 abitanti